# جيورجوس إيوانو
جيورجوس إيوانو (باليونانية: Γιώργος Ιωάννου)‏ هو نقاش ورسام يوناني، ولد في 1926 في أثينا في اليونان، وتوفي بنفس المكان في 14 فبراير 2017.